# Мис Моррис-Джесуп
Мис Моррис-Джесуп (дан. Kap Morris Jesup) - мис , найпівнічніша точка Гренландії на півночі Землі Пірі. Відкрито в 1900 році американською експедицією під керівництвом полярного дослідника Роберта Пірі. Довгий час вважався найпівнічнішим суходолом на Землі, доки не було відкрито маленький острівець ATOW1996.
Названо експедицією американського полярного дослідника Роберта Пірі, 1898 - 1902 рр. на честь Морриса Джесуп (1830-1908), американського капіталіста і мецената, який фінансував полярні експедиції Р. Пірі, президента (з 1877 р) Американського Географічного товариства.